# 瑪莉·笛比
瑪莉·笛比（Marié Digby，发音为/mæɹi'eɪ 'dɪgbi/，1983年4月16日—），美國創作歌手。她最為知名的就是將蕾哈娜的冠軍單曲《小雨傘》（Umbrella）改編為木吉他版本，在 YouTube 上吸引了眾人注意。這首歌很快的就在 STAR 98.7 電台中播放，成為 MTV 節目《The Hills》第三季的片頭曲， 並登上「Bubbling Under Hot 100 Singles」排行榜第10名。2007年8月2日，瑪莉·笛比在深夜脫口秀《Last Call with Carson Daly》中演唱這首歌。 
她第一張單曲《說 你愛我》在2008年1月18日發送給廣播電台。首張專輯《愛很簡單》在2008年4月8日發行。从那时起，瑪莉·笛比已经发布的几个录音室专辑，其中包括日语的翻唱专辑。她最新的录音室专辑发布于2013年10月29日。

## 傳記

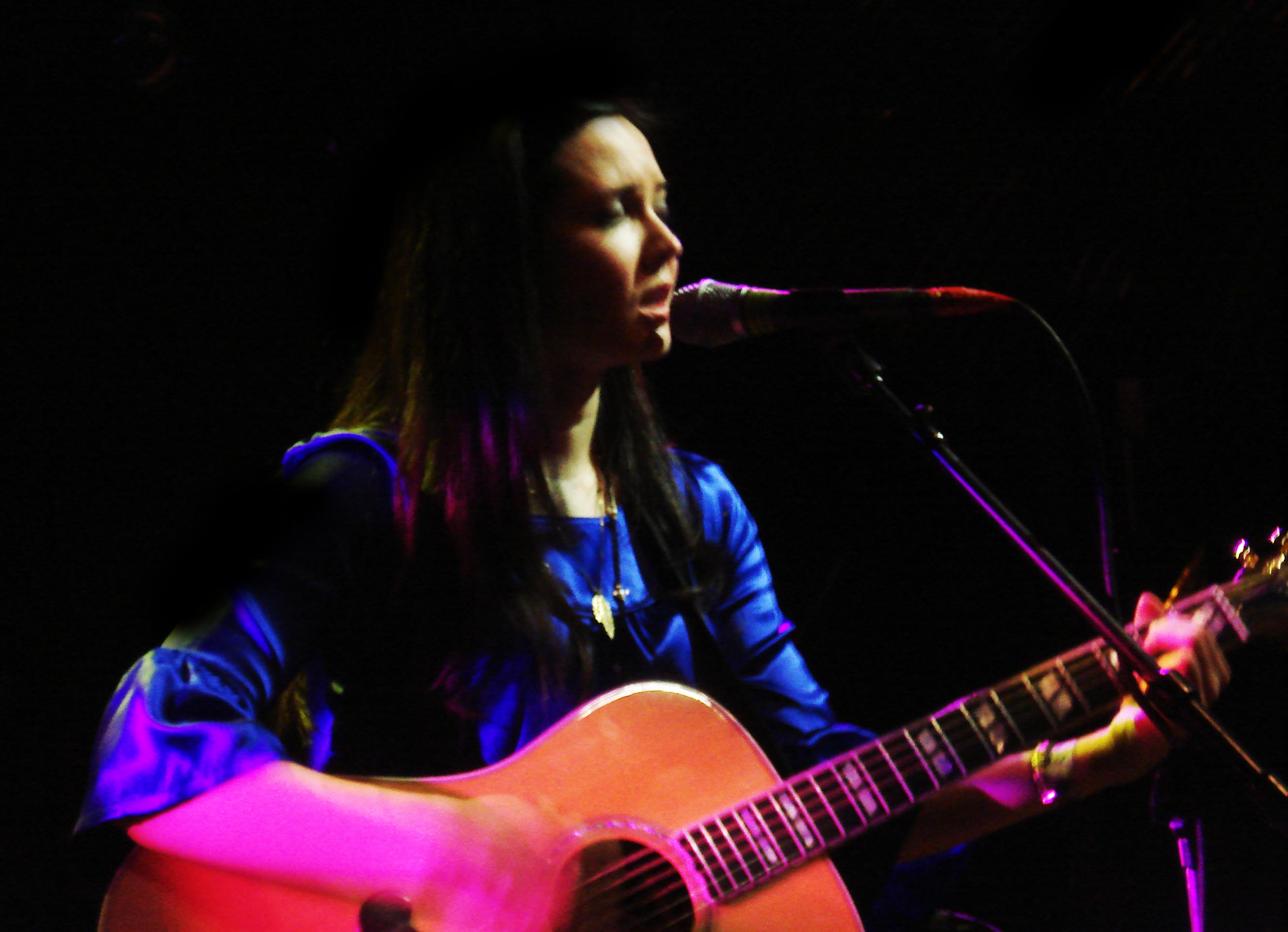
瑪莉·笛比在洛杉磯 The Troubadour

瑪莉·笛比的父親是愛爾蘭人，而母親是日本人， 她是家中最年長的孩子。兩位妹妹是 Naomi（1985年12月2日出生）和 Erina（1987年8月8日出生）。她在洛杉磯就讀高中時開始寫歌。之後在柏克萊加州大學主攻哲學，在完成二年級的學業之後， 她以《隱形人》這首歌贏得2004年潘婷「Pro-Voice Music Competition」。

## 音樂生涯

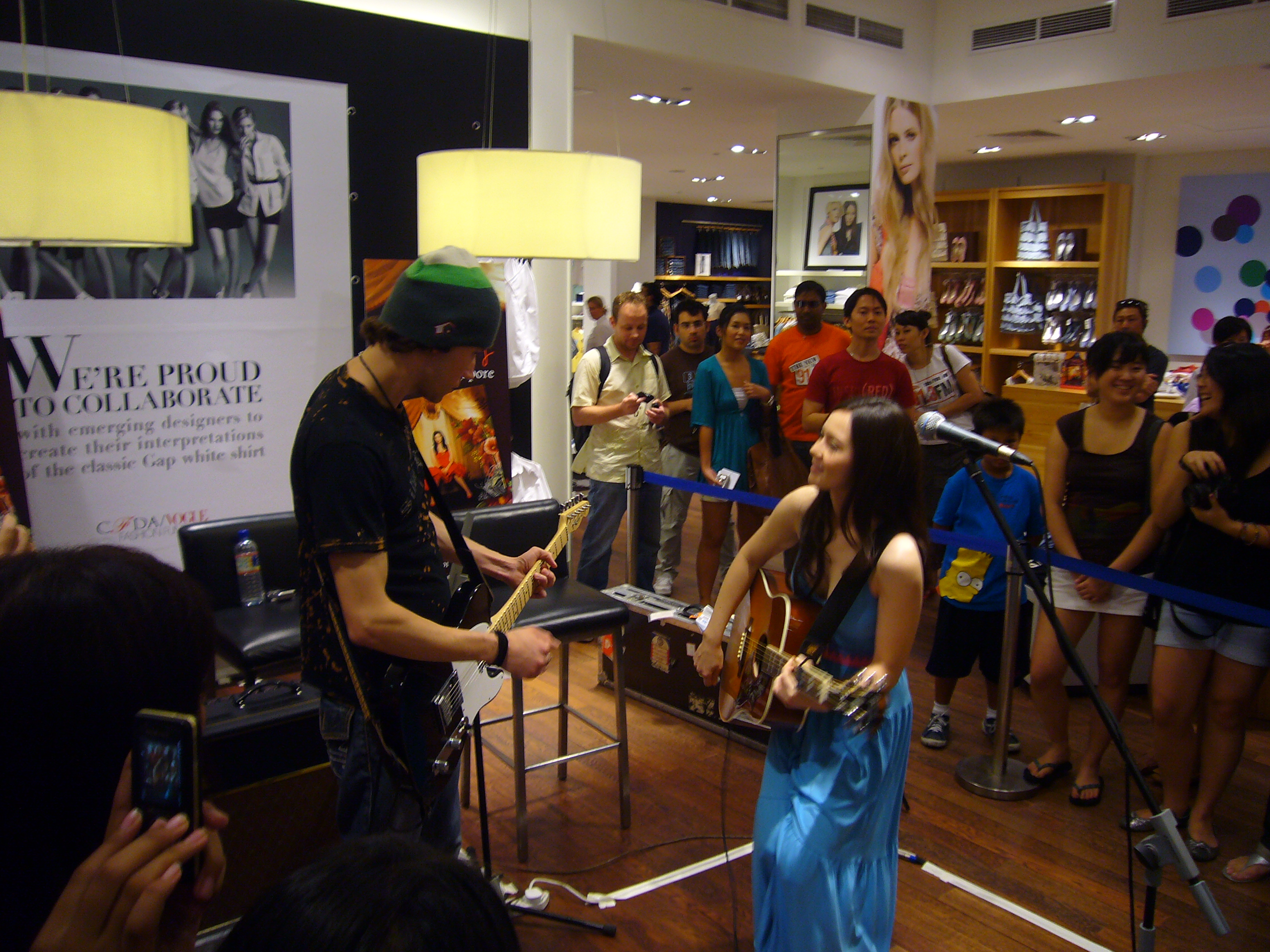
瑪莉·笛比在新加坡威士馬廣場

2005年年初，瑪莉·笛比與維旺迪所屬的環球唱片子公司 Rondor Music 簽下發行合約。2005年年底，她與迪士尼的好萊塢唱片（Hollywood Records）簽約，2006年年底她完成了她第一張專輯的曲子。同樣在2006年，《情場高手》這首歌被收入在迪士尼合輯《Girl Next》中。2007年，她開始在 YouTube 貼些她翻唱其他歌手的影片，希望能提升自己的知名度。好萊塢唱片接著在 iTunes 和廣播電台發行了高音質的《小雨傘》翻唱版。

## 爭議
瑪莉·笛比在 YouTube 上的流行引發了爭議。2008年7月，她自製的影片在網站上的觀看次數超過了1000萬次。 《華爾街日報》暗示她捏造了網友力量及業餘身分，以引起話題，這是好萊塢唱片的網路行銷的手法之一， 這策略通常被認為是「製造虛假人氣」。她之後在他的部落格上回應，他並沒有隱瞞與好萊塢唱片簽約，她表示她的影片是因為在缺少宣傳下，自己決定要做的。

## 在YouTube的人氣
瑪莉·笛比在YouTube有超過275973位訂閱者，為全世界第41位，日本第1位。而她的頻道觀看次數超過700萬次，上傳影片總觀看次數超過1億次。她曾翻唱過聯合公園、蕾哈娜、魔力紅、妮莉·費塔朵等人的作品。她也在 YouTube 上舉辦比賽，參賽者必須自行製作內容有《說 你愛我》這首歌曲的影片。最後冠軍是一位名叫 Peter Park 的歌手，用戶名稱是「bidebak」。她常常會在浴室錄製影片，因為「浴室是家裡聲音最棒的地方」。

## 音樂作品
- 2007: 《Start Here》（EP）
- 2008: 《愛很簡單》（Unfold）
- 2009: 《沉潛》（Breathing Under Water）
- 2011: （Your Love）
- 2013: （Winter Fields）

### 單曲
| 年度 | 單曲          | 排行榜名次       | 排行榜名次     | 排行榜名次 | 排行榜名次 | 收錄專輯       |
| 年度 | 單曲          | 美國告示牌排行榜 | U.S. Hot Adult | 日本       | 羅馬尼亞   | 收錄專輯       |
| ---- | ------------- | ---------------- | -------------- | ---------- | ---------- | -------------- |
| 2007 | 《小雨傘》    | 110              | —              | —          | —          | 《Start Here》 |
| 2008 | 《說 你愛我》 | —                | 21             | 7          | 99         | 《愛很簡單》   |

### 音樂錄影帶
| 年度 | 名稱          |
| ---- | ------------- |
| 2008 | 《說 你愛我》 |

## 外部連結
- 瑪莉·笛比的MySpace主頁
- 瑪莉·笛比的 YouTube 頻道 （页面存档备份，存于）
- All Music 介紹
- 瑪莉·笛比的官方 Facebook 音樂網頁 （页面存档备份，存于）